# Sabellacheres gracilis
Sabellacheres gracilis är en kräftdjursart som beskrevs av Michael Sars 1862. Sabellacheres gracilis ingår i släktet Sabellacheres och familjen Gastrodelphyidae. Inga underarter finns listade i Catalogue of Life.